# Danilia
Danilia là một chi ốc biển, là động vật thân mềm chân bụng sống ở biển thuộc họ Chilodontidae.

## Các loài
Các loài trong chi Danilia gồm có:
- Danilia affinis Dautzenberg & H. Fischer, 1896
- Danilia angulosa Vilvens & Heros, 2005
- Danilia discordata Vilvens & Heros, 2005
- Danilia eucheliformis (Nomura & Hatai, 1940)
- Danilia galeata Vilvens & Heros, 2005
- Danilia insperata Beu & Climo, 1974
- Danilia kuroshio Okutani, 1968
- Danilia otaviana (Cantraine, 1835)
- Danilia stratmanni Poppe, Tagaro & Dekker, 2006
- Danilia telebatha Hedley, 1911
- Danilia tinei (Calcara, 1839)
- Danilia weberi Schepman, 1908